# Budziska (Sainte-Croix)
Pour les articles homonymes, voir Budziska.
Budziska est une localité polonaise de la gmina de Łubnice, située dans le powiat de Staszów en voïvodie de Sainte-Croix.